# Courtney Fells
Courtney Fells (Shannon, 20 settembre 1986) è un cestista statunitense.

## Palmarès
- Lega Balcanica: 1

Hapoel Gilboa Galil Elyon: 2011-12
- Liga Unike: 1

Peja: 2021-22